# Vincent Mendoza
Vincent Mendoza o Eto Cate Tecakkeyvte/Red Stick Brother (Tulsa, Oklahoma, 1947) és un escriptor nord-americà, fill d'un mariachi mexicà i una creek. Ha estat veterà de la Guerra de Vietnam, les experiències de la qual va recollir a Son of Two Bloods (1994)